# Hinrichtung der 20 Huntschakisten

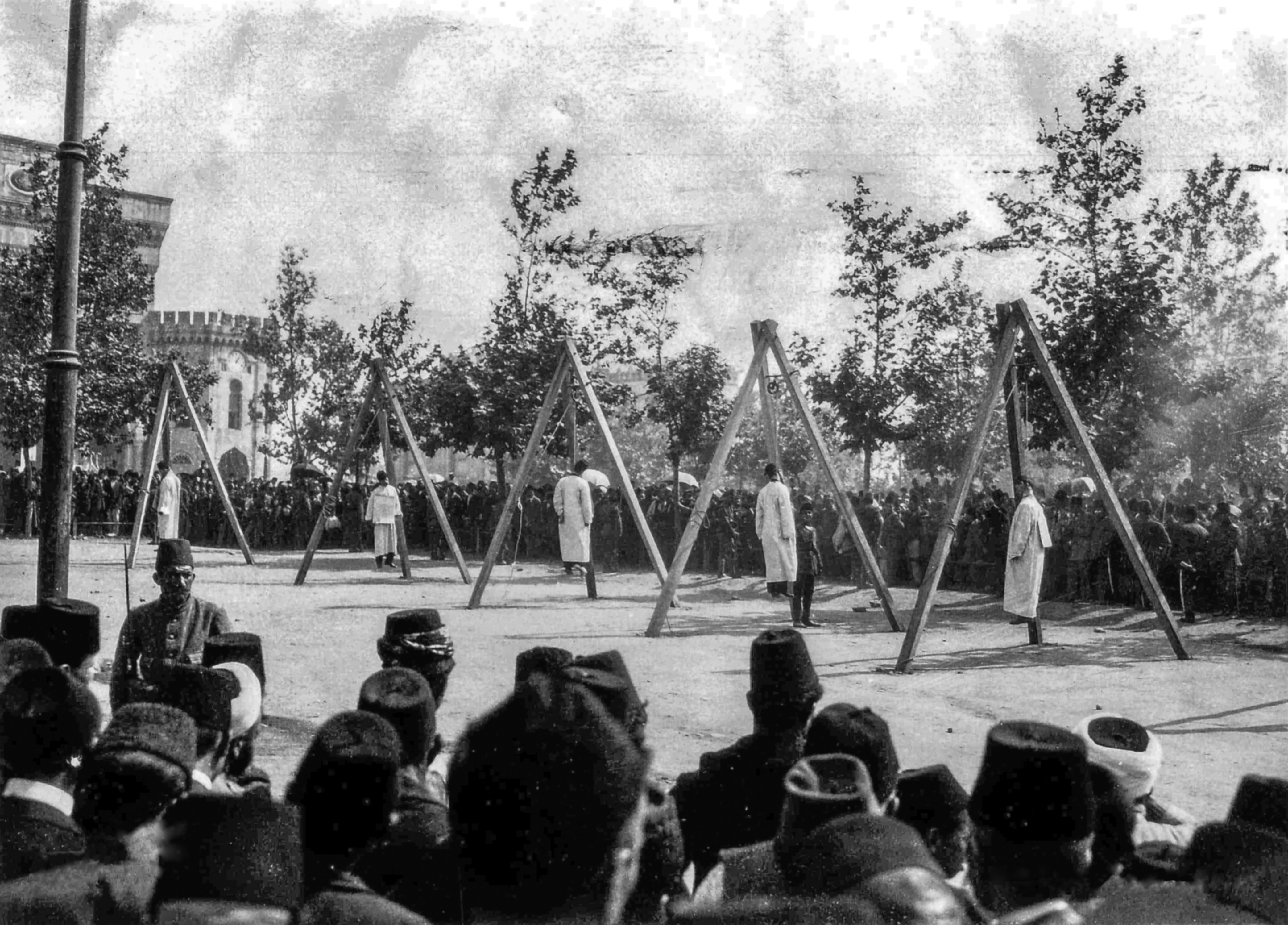
Hinrichtung der 20 Huntschakisten in Istanbul

Bei der Hinrichtung der 20 Huntschakisten (armenisch Քսան կախաղան K'san Kakhaghan), auch 20 Märtyrer oder Die 20, wurden 20 zumeist junge Aktivisten der Sozialdemokratischen Huntschak-Partei im Zuge des Völkermords an den Armeniern am 15. Juni 1915 im Stadtteil Sultanbayezid in der osmanischen Hauptstadt Konstantinopel durch Hängen hingerichtet.

## Geschichte
Während des 7. Generalkongresses der Sozialdemokratischen Huntschak-Partei 1913 in der Hafenstadt Constanța, Rumänien, wurde die Liquidierung von Jungtürken geplant. Der Kongress vertagte sich mit zwei Hauptgrundsätzen:
- Wie im ursprünglichen Programm angegeben, sollte die Partei von legalen zu illegalen Aktivitäten bewegt werden, wodurch sie immer mehr zu einer verdeckten Organisation würde.

- Planung zur Ermordung der Führer des Komitees für Einheit und Fortschritt und der Verantwortlichen des Adana-Massakers von 1909 und somit der gleichen Führer, die zu diesem Zeitpunkt an der Planung zur Vernichtung des armenischen Volkes beteiligt seien.[3][4]

Diese Planungen wurden durch einen armenischen Regierungsbeauftragten an die osmanische Führung verraten. Daher wurden die Delegierten, als sie in Istanbul ankamen, festgenommen. Gegen Ende des Jahres wurden über hundert Führungspersönlichkeiten des Huntschak-Komitees inhaftiert.
Nach zwei Jahren Haft und langen Gerichtsprozessen wurden 20 prominente Personen zum Tod durch Hängen verurteilt. Wenige Wochen nach dem Beginn der Massenverhaftung armenischer Intellektueller am 24. April 1915 wurden sie auf dem zentralen Platz von Istanbul, dem Beyazıt-Platz (Beyazıt meydanı), gehenkt. Paramaz' letzte Worte vor seiner Hinrichtung waren: „Ihr könnt nur unsere Körper aufhängen, aber nicht unsere Ideologie. (...) Ihr werdet morgen am östlichen Horizont ein sozialistisches Armenien sehen.“

## Liste der erhängten Huntschakisten
1. Paramaz – Բարամազ

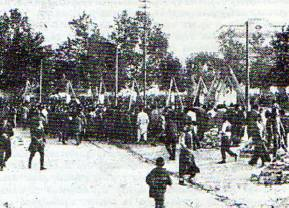
Die 20 Huntschakisten während der Hinrichtung

2. Dr. Benne (Bedros Torosian) – Տքթ. Պէննէ (Պետոս Թորոսեան), (Kharpert)
3. Aram Achekbashian – Արամ Աչըգպաշեան – (Krikor Garabedian, Arabkir)
4. Kegham Vanigian – Գեղամ Վանիկեան, (Van), einer der Herausgeber der Jugendzeitschrift Gaidz
5. Mourad Zakarian – Մուրատ Զաքարեան, (Moush)
6. Yervant Topuzian – Երուանդ Թօփուզեան
7. Hagop Basmajian – Յակոբ Պասմաճեան
8. Smpat Kelejian – Սըմբատ Գըլըճեան
9. Roupen Garabedian – Ռուբէն Կարապետեան
10. Armenag Hampartsoumian – Արմենակ Համբարձումեան
11. Apraham Mouradian – Աբրահամ Մուրատեան
12. Hrand Yegavian – Հրանդ Եկաւեան
13. Karnig Boyajian – Գառնիկ Պօյաճեան
14. Hovhannes D. Ghazarian – Յովհաննէս Տ. Ղազարեան
15. Mgrdich Yeretsian – Մկրտիչ Երէցեան
16. Yeremia Manoukian – Երեմիա Մանուկեան
17. Tovmas Tovmasian – Թովմաս Թովմասեան
18. Karekin Boghosian – Գարեգին Պօղոսեան
19. Minas Keshishian – Մինաս Քէշիշեան
20. Boghos Boghosian – Պողոս Պողոսեան[7]

Zwei weitere prominente Huntschak-Aktivisten, Stepan Sapah-Gulian und Varaztahd, wurden in Abwesenheit zum Tode verurteilt.

## Gedenken
2001 wurde ein Denkmal für die 20 Hingerichteten in der Stadt Meghri in Armenien eingeweiht.
Am 13. Juni 2013 fand unter der Beteiligung von Menschenrechtsorganisationen in Istanbul eine Podiumsdiskussion mit türkischen Intellektuellen über die Hinrichtung der 20 Huntschakisten statt.